# ヒデラジステーション
ヒデラジステーションとは、インターネットレボリューションのポータルサイトであるi-revo内のラジオステーションページである。正式名称は「小島プロダクションラジオ ステーション」。

## 概要
小島プロダクション公式ホームページ内のコンテンツ・HIDEOBLOG内にて配信していたインターネットラジオ「HIDECHAN! RADIO」（ヒデラジ）と「ライアンレポート」を合併、新たに、「SENJUレポート」を分離し、「カブラジ」を新規に取り入れた。
このHPからi‐revo内のコミュニケーションブログ（コミュログ）との連動が実施された。
現在は大半のラジオが更新を終了・休止している為、その役割を終えつつある。

## 配信しているネットラジオ
- ヒデラジ（更新終了）
- ライアンレポート（更新休止中）
- SENJUレポート（「HIDECHAN!ラジオ」のコーナーから分離。現在は『コジ☆プロ』に改題。毎週金曜更新となっているが実質休止中）
- カブラジ（更新終了）